# 아카촌
아카촌(일본어: 赤村)은 일본 후쿠오카현 동부에 있는 다가와군의 촌이다. 후쿠오카현의 촌 중에서 유일하게 과소 지역으로 지정되어 있지 않다.

## 지리
후쿠오카현 동부이자 지쿠호 지방 동단부, 지쿠호와 게이치쿠을 나누는 내륙부의 산지 안에 위치하고 후쿠오카시에서 동쪽으로 약 40km, 기타큐슈시에서 남쪽으로 약 30km, 유쿠하시시에서 남서쪽으로 20km 떨어진 위치에 있다. 촌역 내를 헤이세이 지쿠호 철도 다가와선이 지나며 촌 중앙부에서 굴곡지는 형태로 동쪽에서 북서쪽을 향해 가로지르고 있다. 경제적으로 기타큐슈 도시권에 속해 5% 통근권에 속하고 있다.

### 인접한 자치체
- 다가와군 가와라정, 오토정, 소에다정
- 미야코군 미야코정

## 역사
- 1889년 4월 1일 - 정촌제 시행과 함께 아카촌과 우치다촌이 합병해 성립하였다.

## 경제
농업이 중심이다. 다른 지쿠호 지방의 자치체와 달리 탄광 개발을 하지 않아 석탄 산업 성쇠의 영향을 별로 받지 않았다.

## 교통

### 철도
- 헤이세이 지쿠호 철도 다가와선